# Banchetto di Erode

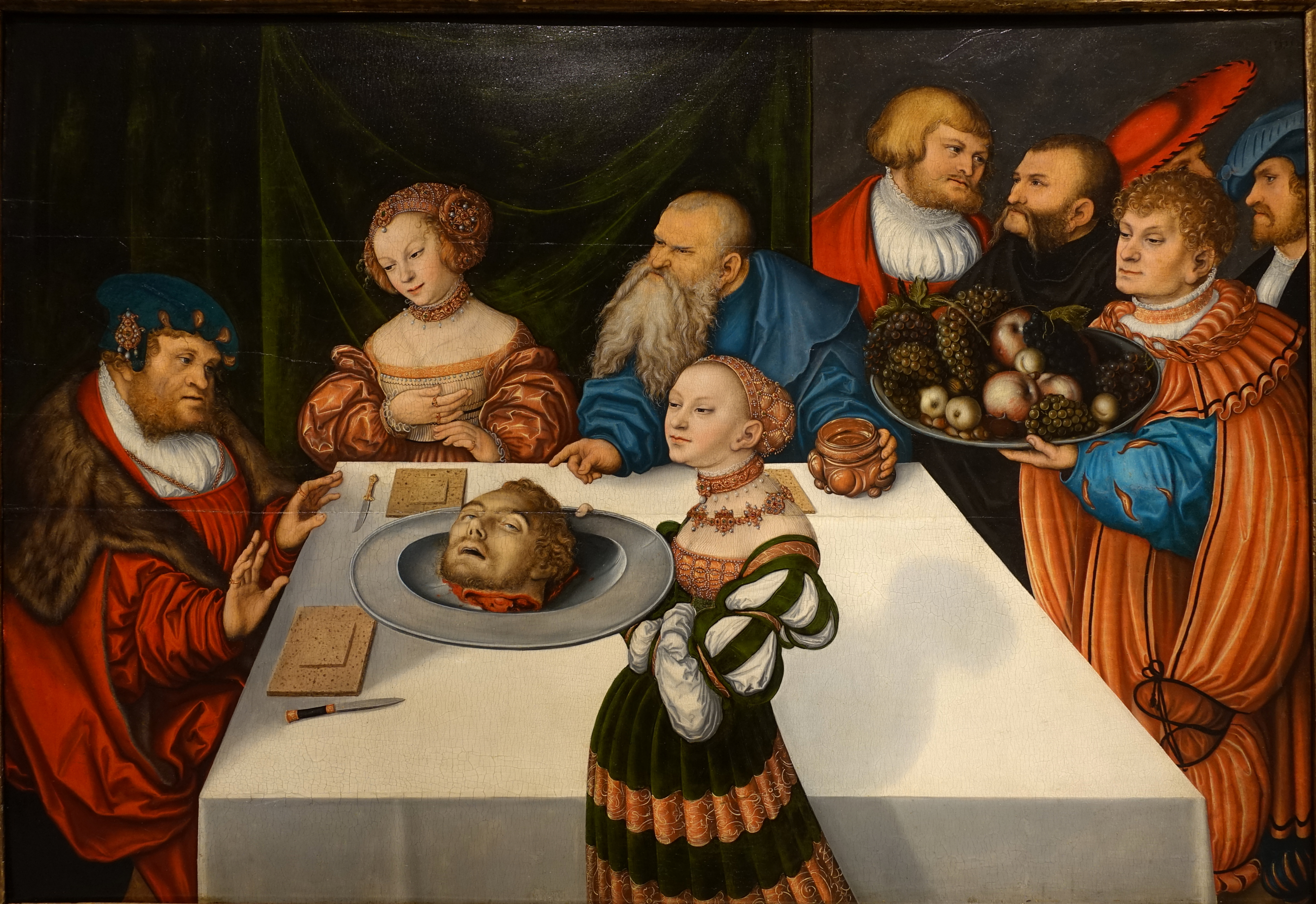
Il banchetto di Erode, di Lucas Cranach il Vecchio, 1531

Il banchetto di Erode, o la danza di Salomè, è un episodio biblico narrato nel vangelo di Marco (6:17-29) e nel vangelo di Matteo (14:3-12), strettamente legato a quello della decapitazione di Giovanni Battista.

## Storia
Secondo i racconti biblici, il re Erode Antipa aveva sposato Erodiade, la vedova di suo fratello Erode Filippo. Giovanni il Battista aveva condannato la loro relazione come "illecita", ed Erodiade desiderava quindi che fosse ucciso; Erode però, avendo soggezione di Giovanni e rispettando la sua fama di profeta, si limitò a gettarlo in carcere.
In occasione del proprio compleanno, Erode Antipa organizzò un banchetto per "i grandi della sua corte, gli ufficiali e i notabili della Galilea"; Salomè, la figlia che Erodiade aveva avuto dal precedente marito (che resta anonima nei Vangeli), ballò per i commensali e, avendo gradito l'esibizione, Erode le giurò "Qualsiasi cosa mi chiederai, te la darò, fosse anche la metà del mio regno". Su suggerimento di Erodiade, Salomè chiese dunque la testa di Giovanni Battista su un piatto (o su un vassoio). Erode, seppur rattristato, non volle venir meno alla promessa, e fece decapitare Giovanni subito. 
La sua testa venne consegnata a Salomè, che la portò a sua madre, mentre il corpo venne recuperato dai discepoli del Battista e seppellito.

## L'episodio nella cultura

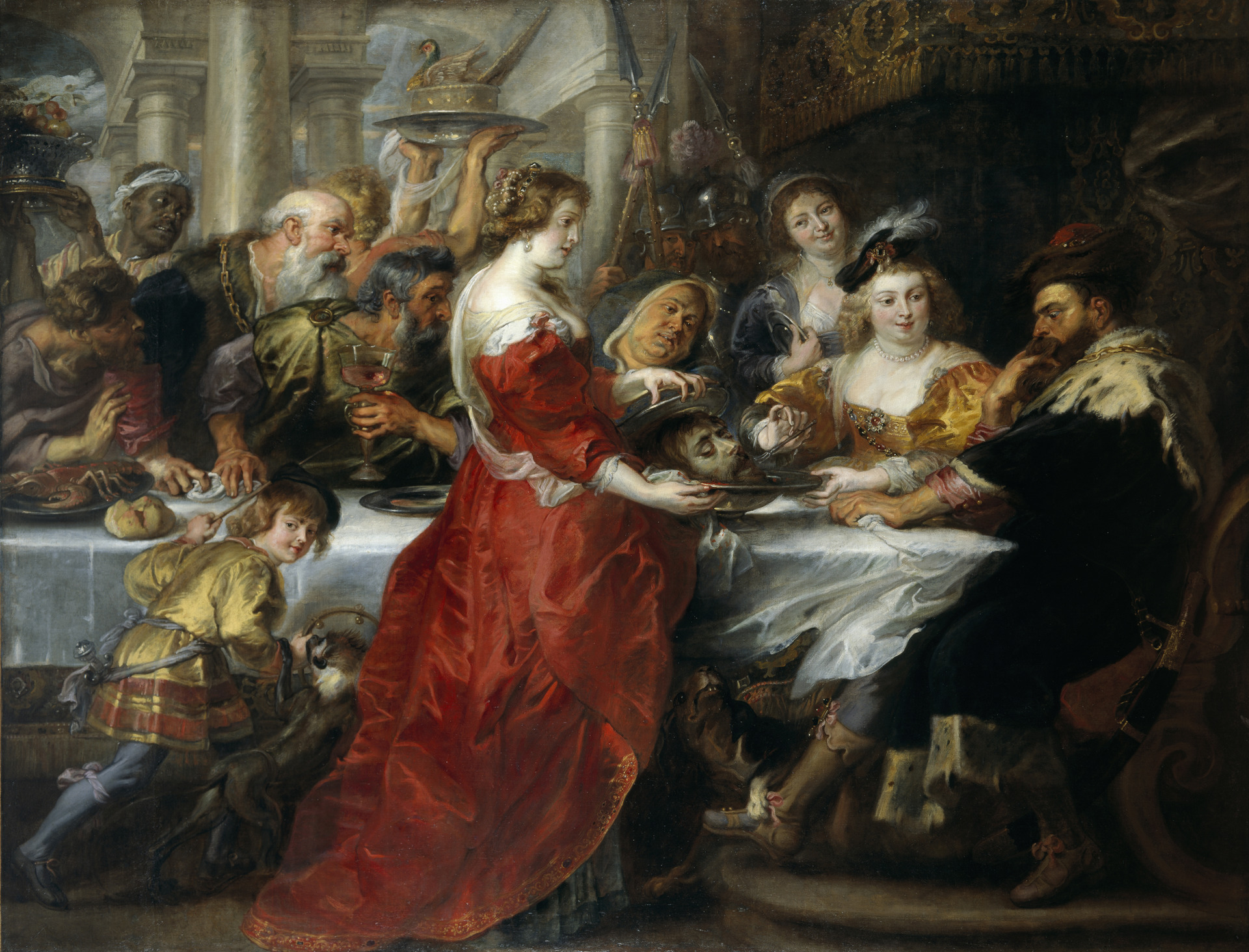
Il banchetto di Erode, di Peter Paul Rubens

L'episodio potrebbe essere all'origine del detto "servire su un piatto d'argento", ossia far ottenere qualcosa senza o con pochissimo sforzo, dato che Salomè ottenne la testa di un uomo soltanto danzando.
La scena, spesso in particolare il momento della danza oppure quello in cui Salomè entra nella sala del banchetto portando la testa del Battista, è stata anche più volte rappresentata in opere d'arte. Si tratta spesso di opere pittoriche, ma in ambito scultoreo si può ricordare ad esempio il Banchetto di Erode di Donatello, rilievo bronzeo per il fonte battesimale del battistero di Siena.